# 安德站
安德站位于四川省成都市郫都区安德镇，是成都市域铁路成灌线的一个高架车站。该站隶属成都铁路局。

## 运营信息
每天有多趟成灌线列车停靠本站。

### 运营列车
目前成都市域铁路成灌线使用的是和谐号CRH1型电力动车组。

## 车站结构
安德站是一个高架侧式站台火车站，站台配有半高屏蔽门。
| 1层 |      | 出入口，售票处，候车室                      |  |
| 2层 |      |                                             |  |
|     | 侧式 |                                             |  |
| 2道 | 2    | 成都市域铁路成灌线往成都站方向              |  |
| 1道 | 1    | 成都市域铁路成灌线往青城山站/离堆公园站方向 |  |
|     | 侧式 |                                             |  |
|     |      |                                             |  |